# Katty Line
Katty Line, pseudonimo di Catherine Denise Frédérique Boloban (Sucy-en-Brie, 13 marzo 1947), è una cantante francese.

## Biografia
Scoperta da René Porchet (produttore con lo pseudonimo Ken Lean), inizia la sua carriera di cantante in Francia a metà degli anni Sessanta, riscuotendo un buon successo nel 1965 con N'hésite pas quand l'amour t'appelle, cover di Back In My Arms Again delle Supremes, e nel 1966 con Ne fais pas la tete, cover di How Does That Grab You, Darlin' di Lee Hazlewood (lanciata da Nancy Sinatra), esibendosi poi anche in Belgio ed in Svizzera. Nel 1968 si sposa con Porchet, il suo produttore.
In Italia diventa famosa dopo la partecipazione al programma televisivo Stasera con Adriano Celentano, dove si mette in luce per la sua bellezza e per le mini-minigonne che indossa: proprio il Molleggiato pubblica i suoi dischi con la sua casa discografica; inoltre, a seguito del successo televisivo, Katty Line viene ingaggiata dalla Dufour per Carosello. Partecipa al Festivalbar 1969 con La rivale (scritta da Miki Del Prete e Luciano Beretta per il testo e da Lorenzo Pilat e Roberto Negri per la musica), e nello stesso anno incide Tu vinci sempre, cover in italiano di Touch me dei Doors (con il testo scritto da Luciano Beretta e Cristiano Minellono).
L'anno successivo, con In direzione del sole, gareggia al Cantagiro 1970. Nel 1971 partecipa al programma televisivo Incontri d'estate; a dicembre del 1971 però subisce un terribile incidente stradale, mentre è in macchina con il marito: Porchet perde la vita, e Katty Line resta ricoverata in ospedale per 18 mesi, al termine dei quali decide di ritornare in Francia. Incide nuovamente un 45 giri in Italia nel 1980: si tratta di Adriano, un brano disco music con cui partecipa al programma televisivo Superclassifica Show.

## Discografia parziale

### 45 giri
- 1969 - La rivale/Tu vinci sempre (Clan Celentano, BF 69016)
- 1969 - Vent'anni/Finito (Clan Celentano, BF 69029)
- 1970 - In direzione del sole side/Every body (Clan Celentano, BF 69049)
- 1971 - La rivoluzione delle donne/Una promessa (Clan Celentano, BF 70013)
- 1980 - Adriano/Viens (Radio Records, ZBRR 7184)

### 33 giri con altri artisti
- 1971 - Con me nel Clan (Clan Celentano, BF-LP 508; Katty Line è presente con La rivoluzione delle donne; altri brani eseguiti da Mau Cristiani, Trio Balera, Pio, Coro Alpino Milanese, i Ragazzi della via Gluck, Barbarella e Adriano Celentano)

### EP pubblicati in Francia
- 1966 - Les mots croisés/Ne fais pas la tête/Un mini cœur/Dis-lui que je pense à lui (Disc’AZ, EP 1066)
- 1967 - N'Hésite Pas Quand L'Amour T'Appelle/Si Je Sors Avec Toi Le Samedi Soir/Tout Change En Grandissant/Avec Toi Je Veux Danser (Barclay, 70880)
- 1968 - Igor Natacha/Cent millions d’étoiles/Un petit peu d’amour/Chacun sa bataille (Discodis, LGL 003)

### 45 giri pubblicati in Francia
- 1967 - Sans un adieu/Quand s’en vont les framboises (Discodis, LGL 002 M; pubblicato con la denominazione Katty)